# Cantone di La Roche-sur-Yon-Nord
Il Cantone di La Roche-sur-Yon-Nord era una divisione amministrativa dell'arrondissement di La Roche-sur-Yon.
È stato soppresso a seguito della riforma complessiva dei cantoni del 2014, che è entrata in vigore con le elezioni dipartimentali del 2015.
Comprendeva parte della città di La Roche-sur-Yon e i comuni di:
- Mouilleron-le-Captif
- Venansault